# Verwaltungsgemeinschaft Oederan
Die Verwaltungsgemeinschaft Oederan war eine Verwaltungsgemeinschaft im Freistaat Sachsen. Sie lag im Zentrum des Landkreises Mittelsachsen etwa 18 km westlich der Kreisstadt Freiberg und zirka 20 km östlich von Chemnitz. Landschaftlich befindet sich das ehemalige Gemeinschaftsgebiet in den nördlichen Ausläufern des Erzgebirges auf der Hochfläche zwischen Flöha und Großer Striegis. Die Bundesstraße 173 und die Bahnstrecke Chemnitz–Freiberg führen durch das ehemalige Gemeinschaftsgebiet. Die Bundesautobahn 4 verläuft nördlich des früheren Verwaltungsgebietes und ist über den Anschluss Frankenberg (zirka 11 km) zu erreichen.
Mit der Eingemeindung von Frankenstein nach Oederan am 1. Januar 2012 wurde die Verwaltungsgemeinschaft aufgelöst.

## Die Gemeinden mit ihren Ortsteilen
- Oederan mit den Ortsteilen Oederan (Stadt), Börnichen, Gahlenz, Görbersdorf, Kirchbach, Schönerstadt, Breitenau und Lößnitztal
- Frankenstein mit den Ortsteilen Frankenstein, Hartha, Memmendorf und Wingendorf